# جون فرازير (شاعر)
جون فرازير (بالإنجليزية: John Fraser)‏ هو بروفيسور وكاتب وشاعر بريطاني، ولد في 16 مارس 1939 في لندن في المملكة المتحدة.